# Mimusops membranacea
Mimusops membranacea är en tvåhjärtbladig växtart som beskrevs av Aubrev. Mimusops membranacea ingår i släktet Mimusops och familjen Sapotaceae. Inga underarter finns listade i Catalogue of Life.